# Ralph Kaminski
Ralph Kaminski, właśc. Rafał Stanisław Kamiński (ur. 8 listopada 1990 w Jaśle) – polski piosenkarz, autor piosenek, dziennikarz muzyczny Radia 357, multiinstrumentalista, producent muzyczny wykonujący muzykę z pogranicza popu alternatywnego.

## Młodość
Urodził się i dorastał w Jaśle. Jego matka jest nauczycielką, a ojciec opuścił rodzinę, gdy Ralph był dzieckiem. Ma młodszego o siedem lat brata Wiktora. Jego kuzynem od strony babki jest Michał Szpak, co potwierdził też osobiście w programie u Kuby Wojewódzkiego.
Uczył się w szkole muzycznej w klasie skrzypiec. Mając 11 lat, zaczął uczęszczać na zajęcia wokalne do Jasielskiego Domu Kultury. Uczęszczał do I Liceum Ogólnokształcącego im. Króla Stanisława Leszczyńskiego w Jaśle. Ukończył wokalistykę na Wydziale Jazzu i Muzyki Estradowej Akademii Muzycznej im. Stanisława Moniuszki w Gdańsku. Studiował też na Wydziale Popu na Codarts University for the Arts w Rotterdamie.
Przed rozpoczęciem kariery muzycznej pracował jako barista i ekspedient w sieci salonów Empik.

## Kariera zawodowa
W 2009 wystąpił w jednym z odcinków programu TVP2 Szansa na sukces, wykonując piosenkę zespołu Perfect „Objazdowe nieme kino”. W 2011 zdobył Grand Prix na Międzynarodowym Festiwalu „Carpathia 2011” za utwór „The Hill”. Po konkursie został dostrzeżony przez Marka Kościkiewicza, który zaproponował mu współpracę menedżerską. W 2012 wziął udział w przesłuchaniach do drugiej edycji talent show stacji TVN X Factor podczas eliminacji wykonał piosenkę Norah Jones „Don’t Know Why”; odpadł na etapie tzw. „bootcampu”. W 2013 odebrał główną nagrodę na Międzynarodowym Kampusie Artystycznym „FAMA” oraz zaczął grać koncerty z zespołem My Best Band In The World. W 2014 był nominowany do nagrody artNoble w kategorii „muzyka”.

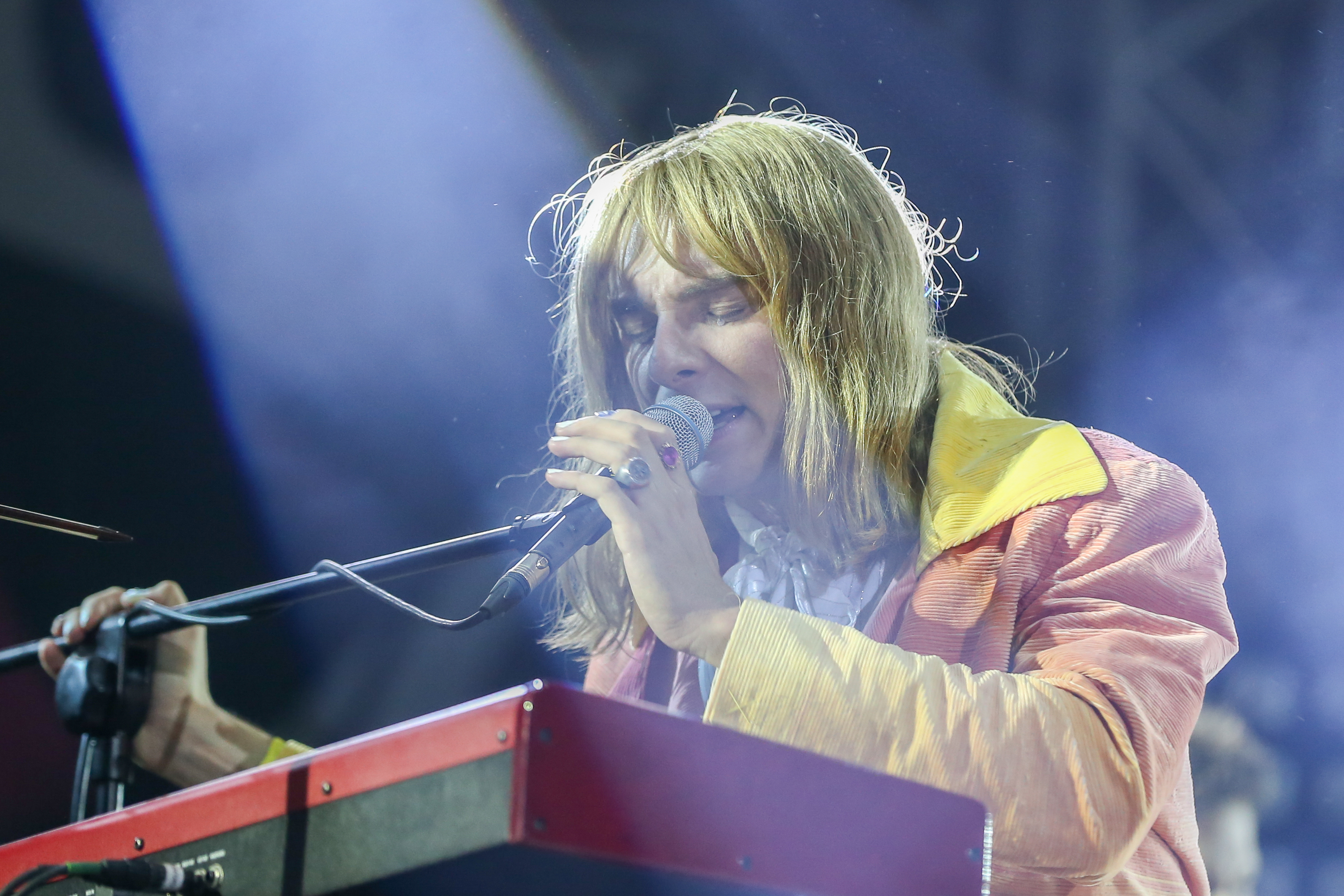
Kaminski na Pol’and’Rock Festival (2019)

6 czerwca 2016 wystąpił na koncercie „Scena alternatywna” podczas 53. Krajowego Festiwalu Piosenki Polskiej w Opolu. 14 listopada wydał debiutancki album studyjny pt. Morze. Album promował singlami: „Podobno”, „Zawsze” i „Meybick Song”. Również w 2016 pojawił się gościnnie w piosence Macieja „MaJLo” Milewskiego „Lights”. W 2017 wystąpił na Open’er Festival, a w czerwcu 2018 – na Orange Warsaw Festival.
W 2019 zwyciężył w finale 40. Przeglądu Piosenki Aktorskiej, dzięki wykonaniu utworów „Witajcie w naszej bajce” z Akademii Pana Kleksa i „Na zakręcie”. Do tego konkursu przystępował czterokrotnie. Również w 2019 wydał single „Kosmiczne energie” i „Wszystkiego najlepszego”, który zapowiadał drugi album studyjny. W sierpniu wystąpił na Pol’and’Rock Festival, a jesienią wydał singiel „Czy Ty słyszysz mnie?”, który nagrał z Darią Zawiałow, Michałem Kushem i Schafterem na potrzeby projektu PUMA Talents marki odzieżowej Puma. 22 listopada wydał album pt. Młodość, który dotarł do 17. miejsca oficjalnej listy sprzedaży w Polsce.

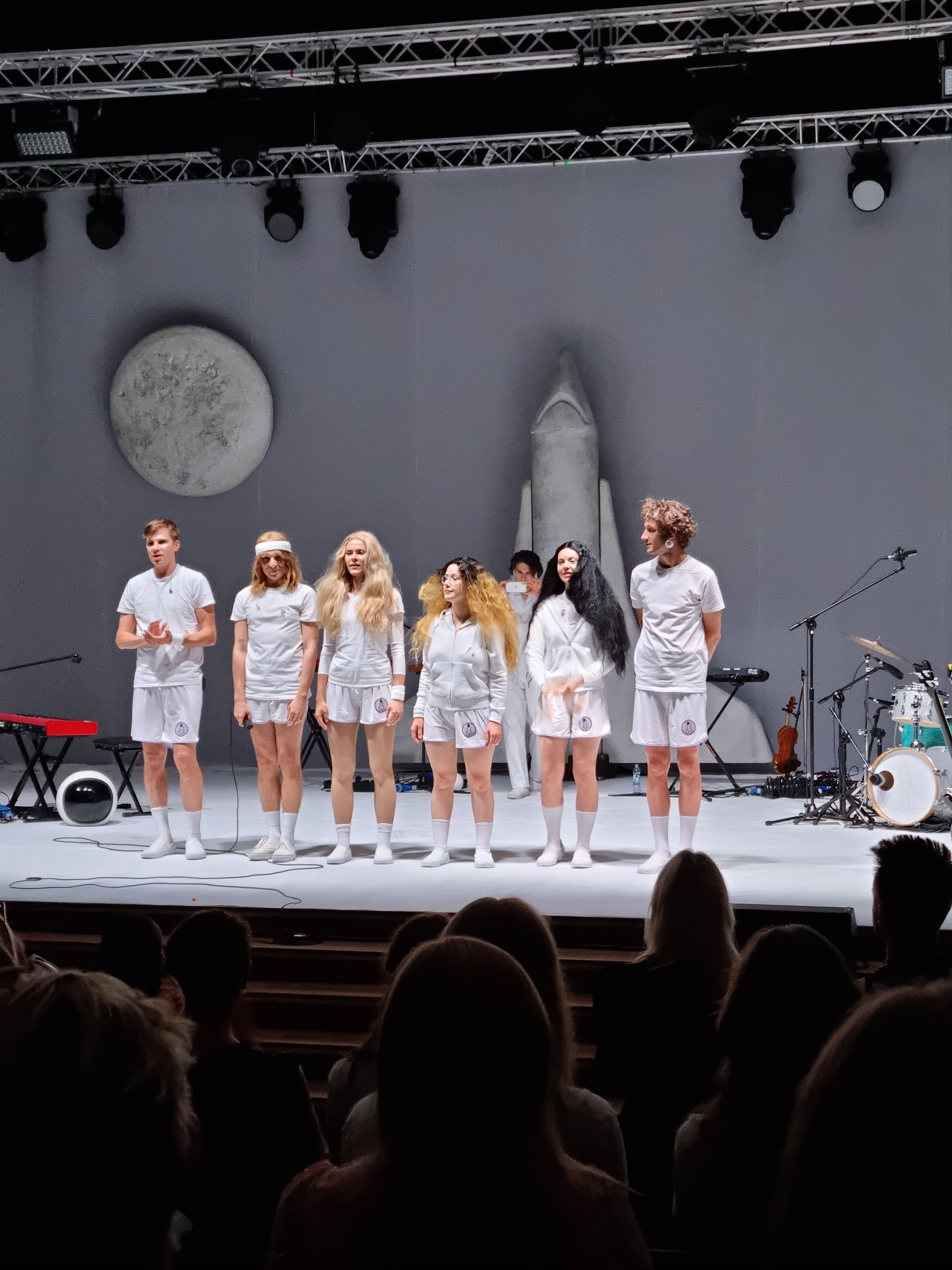
Kaminski (drugi od lewej) ze swoim zespołem My Best Band In The World (2021)

W latach 2018–2019 współprowadził podcast CGM.pl Dwa światy. W czerwcu 2021 odbył się specjalny spektakl muzyczny artysty podczas finału Przeglądu Piosenki Aktorskiej, będący zapowiedzią nowej płyty z utworami Kory i Maanamu. W sierpniu wydał singiel „Pięć minut łez” promujący film Łukasza Grzegorzka Moje wspaniałe życie. W październiku wydał płytę Kora, za którą otrzymał Fryderyki dla artysty roku oraz w kategorii „muzyka poetycka”.
We wrześniu 2022 wydał album pt. Bal u Rafała, a w następnym miesiącu poinformował o współpracy z siecią fast foodów McDonald’s, która to obejmowała wirtualny koncert Kaminskiego pod hasłem Bal w Maku oraz wypuszczenie autorskiego zestawu Spicy Veggie Burger.
W listopadzie 2022 roku rozpoczął współpracę z Radiem 357, gdzie prowadzi w każdy poniedziałek autorską audycję muzyczną zatytułowaną "DJ Rafał". Pierwszy odcinek tej audycji został wyemitowany 7 listopada 2022 roku. W 2024 roku zagrał w filmie Treasure w reżyserii Julii von Heinz. W tym samym roku wystąpił również w serialu Lady Love, gdzie wcielił się w postać Ferdynanda "Freda" Pawłowskiego. W 2025 wydał nagraną w duecie z Marylą Rodowicz nową wersję jej utworu „Nie ma jak pompa”.

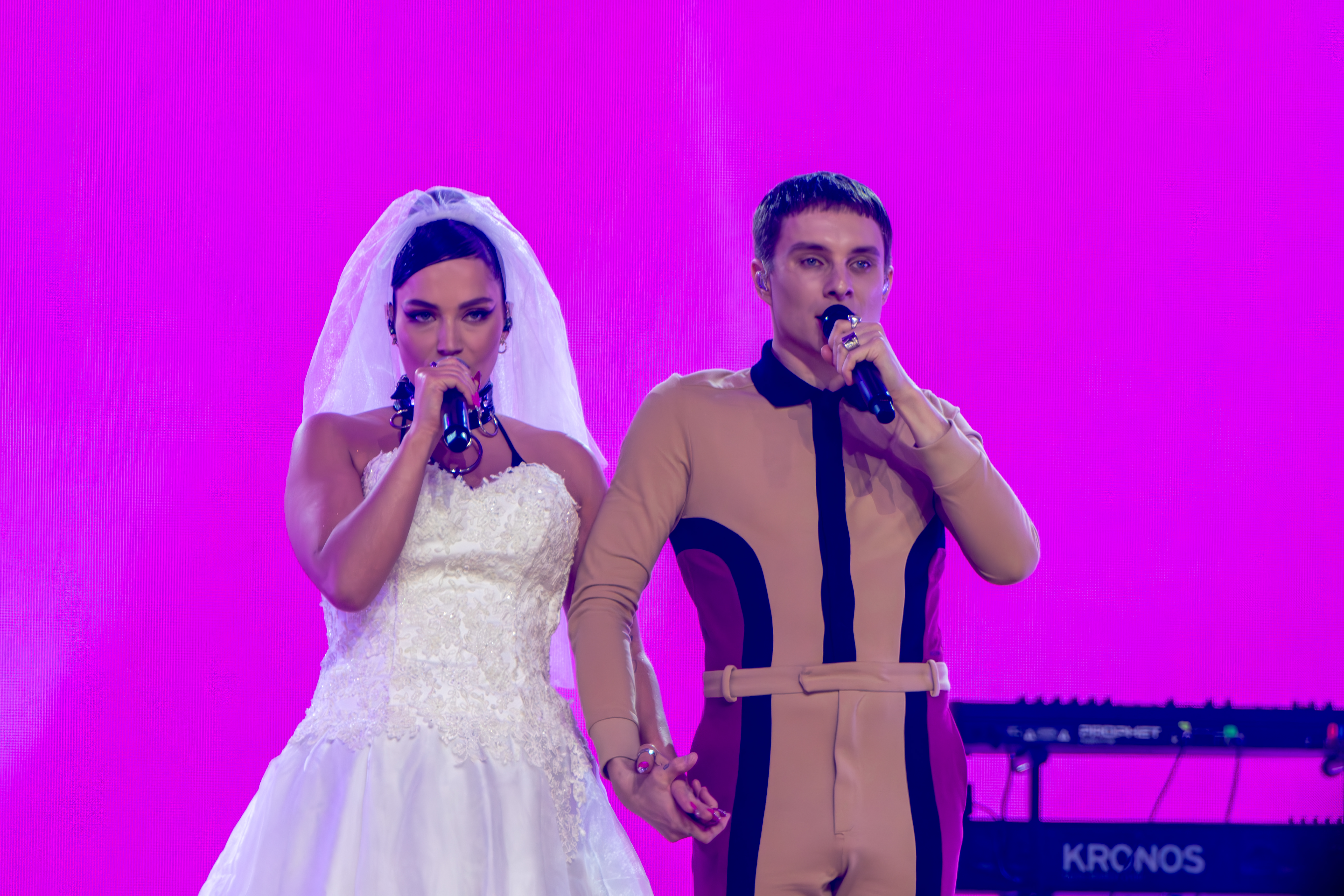
Ralph Kaminski podczas występu z Mery Spolsky na gali Fryderyków 2024

## Inspiracje muzyczne
Ceni twórczość artystów, takich jak: MGMT, Adele, Amy Winehouse, George Michael, Wham!, David Bowie, Culture Club, Diana Ross, ABBA, Blondie, The Human League, Kylie Minogue, Harry Styles i Tom Odell. Niejednokrotnie nawiązuje do świata Akademii Pana Kleksa, a także twórczości Jana Brzechwy, Juliana Tuwima oraz Andrzeja Korzyńskiego. Wśród ulubionych kompozytorów muzyki filmowej wymienia Abla Korzeniowskiego i Zbigniewa Preisnera.

## Życie prywatne
Wiosną 2017 zachorował na depresję. O chorobie i dwuletniej psychoterapii opowiedział w piosence „Klub D” z płyty Młodość. W 2023 w wywiadzie dla magazynu Viva! przyznał, że dalej regularnie korzysta z pomocy psychoterapeuty. W 2025 publicznie wyznał, że pokonał depresję, ale zmaga się za to z zaburzeniami nerwicowymi.
Jest zdeklarowanym wegetarianinem i chrześcijaninem. Swoją wiarę traktuje bardzo prywatnie i nie okazuje jej uczestnicząc w publicznych praktykach religijnych.

## Dyskografia
- Morze (2016)
- Młodość (2019)
- Kora (2021)
- Bal u Rafała (2022)

## Nagrody i wyróżnienia
| Rok  | Konkurs                                                        | Kategoria                                                     | Tytułem                    | Rezultat   |
| ---- | -------------------------------------------------------------- | ------------------------------------------------------------- | -------------------------- | ---------- |
| 2011 | Międzynarodowy Festiwal „Carpathia 2011”                       | N/A                                                           | „The Hill”                 | Wygrana    |
| 2012 | X Factor                                                       | N/A                                                           | N/A                        | Udział     |
| 2013 | Międzynarodowy Kampus Artystyczny „FAMA”                       | N/A                                                           | występ w konkursie         | Grand Prix |
| 2014 | artNoble                                                       | N/A                                                           |                            |            |
| 2015 | Międzynarodowy Kampus Artystyczny „FAMA”                       | N/A                                                           | występ w konkursie         | Finał      |
| 2019 | 40. Przegląd Piosenki Aktorskiej                               | Złoty Tukan                                                   | występ w konkursie         | Wygrana    |
| 2019 | 40. Przegląd Piosenki Aktorskiej                               | Tukan Publiczności                                            | występ w konkursie         | Wygrana    |
| 2019 | 40. Przegląd Piosenki Aktorskiej                               | Nagroda Radia RAM (koncert RAM Session)                       | występ w konkursie         | Wygrana    |
| 2019 | 40. Przegląd Piosenki Aktorskiej                               | Nagroda Niemiecko-Polskiego Towarzystwa Kulturalnego Polonica | występ w konkursie         | Wygrana    |
| 2020 | Nagroda Artystyczna Miasta Torunia im. Grzegorza Ciechowskiego | N/A                                                           | całokształt                | Wygrana    |
| 2020 | Bestsellery Empiku                                             | Odkrycia Empiku 2020                                          | Młodość                    | Nominacja  |
| 2020 | Fryderyki 2020                                                 | Album Roku Alternatywa                                        | Młodość                    | Nominacja  |
| 2020 | Fryderyki 2020                                                 | Producent Muzyczny Roku                                       | całokształt                | Nominacja  |
| 2020 | „Mężczyzna roku” polskiego wydania magazynu „Glamour”          | „Mężczyzna roku” polskiego wydania magazynu „Glamour”         | całokształt                | Wygrana    |
| 2021 | Paszport „Polityki”                                            | Muzyka popularna                                              | całokształt                | Wygrana    |
| 2022 | Fryderyki 2022                                                 | artysta roku                                                  | Kora                       | Wygrana    |
| 2022 | Fryderyki 2022                                                 | piosenka poetycka                                             | Kora                       | Wygrana    |
| 2022 | MTV Europe Music Awards                                        | Najlepszy polski artysta                                      | N/A                        | Wygrana    |
| 2023 | Fryderyki 2023                                                 | Artysta Roku                                                  | Bal u Rafała               | Nominacja  |
| 2023 | Fryderyki 2023                                                 | Album Roku Indie Pop                                          | Bal u Rafała               | Nominacja  |
| 2023 | Fryderyki 2023                                                 | Kompozytor Roku                                               | Bal u Rafała               | Nominacja  |
| 2023 | Fryderyki 2023                                                 | Autor Roku                                                    | Bal u Rafała               | Nominacja  |
| 2023 | Międzynarodowy Festiwal Filmowy Tofifest                       | Złoty Anioł                                                   | całokształt                | Wygrana    |
| 2023 | Best Stream Awards                                             | Audycja radiowa w streamingu - muzyka                         | Audycja radiowa "DJ Rafał" | Wygrana    |

## Role teatralne
Opracowano na podstawie materiału źródłowego.
- (G)dzie-ci faceci jako aktor rewiowy, kabaretowy;
- Czyż nie dobija się koni? jako Freddy;
- Pożar w Burdelu. Herosi transformacji jako Striptizerka Magdalenka, Klaun Crico i in.[61]
- Kora. 41 PPA Koncert finałowy jako wokalista[62]
- Donosy rzeczywistości. 42 PPA, Koncert finałowy (reż.: Jerzy Jan Połoński) jako gość z głowy[63]
- Niech będzie Pogodno. 43 PPA, Koncert galowy (reż.: Marcin Liber) jako klaun[64]
- Człowiek z papieru - Antyopera na kredyt. 44 PPA, Koncert galowy (reż. Jakub Skrzywanek) jako "artysta"[65]

## Filmografia
- 2020: film krótkometrażowy Maria nie żyje – wykonanie muzyki (wokal)
- 2022: serial fabularny Kontrola – w roli samego siebie (sezon 3, odc. 6)
- 2023: etiuda szkolna Moje stare – muzyka
- 2023: film fabularny Akademia pana Kleksa – jako wilkus Ralph
- 2024: film fabularny Treasure – jako Shimek[66]
- 2024: serial fabularny Lady Love – jako Ferdynand „Fred” Pawłowski
- 2025: film fabularny Śnieżka – jako Gapcio (głos, polski dubbing)[67]

## O twórczości artysty
- Mikuła P., 61. Ralph Kaminski – Tata, [w:] LiteraToura, Warszawa 2020, s. 134-136[68][69].
- Krzyżański Jakub, Mieszczak Marcin. Ralph Kaminski – Tata, [w:] 100 najodważniejszych polskich piosenek, Warszawa 2022, s. 357[70]